# 송정천 (해운대)
송정천(松亭川)은 부산광역시 기장군 기장읍의 장산에서 발원하여 부산광역시 해운대구 송정동의 동해로 흘러드는 강이다. 2007년 2월 28일 송정해수욕장 인근 최하류 지점에서 1km가량 상류에 위치한 송정천 제1수중보에는 어른 팔뚝 크기의 잉어와 손바닥만한 붕어, 메기 등 물고기 수백 마리가 떼죽음을 당하였으나, 2010년 경부터는 쇠백로와 청둥오리들이 서식하는 하천으로 변모하였다. 그 외에 천연기념물 제330호인 수달뿐만 아니라 왜가리, 홍머리오리, 물병아리 등도 서식하고 있다.